# The Diary of Alicia Keys
The Diary of Alicia Keys (O Diário de Alicia Keys, em português) é o segundo álbum de estúdio da cantora, compositora e produtora americana Alicia Keys, lançado em 1 de dezembro de 2003, através da J Records. As sessões de gravação do álbum ocorreram entre 2002 e 2003 em vários estúdios, e a produção foi realizada primariamente por Keys com a contribuição de Kerry Brothers Jr., Timbaland, Dwayne Wiggins, Dre & Vidal, Easy Mo Bee e Kanye West.
O álbum debutou na primeira posição da Billboard 200, dos Estados Unidos, vendendo 618 mil cópias em sua primeira semana. Se tornou o segundo álbum consecutivo de Keys a alcançar essa posição na parada musical e rendeu três singles top 10. Após seu lançamento, The Diary of Alicia Keys recebeu opiniões geralmente positivas da maioria dos críticos musicais e ganhou três Grammys nas categorias "Melhor Álbum de R&B", "Melhor Performance Vocal Feminina de R&B" por "If I Ain't Got You", "Melhor Canção de R&B" por "You Don't Know My Name", e recebeu três indicações para "Álbum do Ano" e "Música do Ano" por "If I Ain't Got You", "Melhor Performance de R&B por um Duo ou Grupo com Vocais" por "Diary", em sua 47ª edição. Com a venda de quatro milhões de cópias nos Estados Unidos e oito milhões mundialmente, o álbum é o 31º mais vendido da década de 2000, e está na lista dos 200 álbuns definitivos no Rock and Roll Hall of Fame. Em 2020 a revista Rolling Stone o incluiu em sua famosa lista "500 Maiores Álbuns de Todos os Tempos" na posição 277.

## Faixas
| N.º | Título                                      | Compositor(es)                                                         | Produtor(es)                      | Duração |  |
| 1.  | "Harlem's Nocturne"                         | Alicia Keys, Johannes Brahms                                           | Keys                              | 1:43    |  |
| 2.  | "Karma"                                     | Keys, Tenisha Smith, Kerry "Krucial" Brothers Jr.                      | Brothers Jr.                      | 4:16    |  |
| 3.  | "Heartburn"                                 | Keys, Tim Mosley, Erika Rose, Walter Millsap III, Candice Nelson       | Timbaland, Keys                   | 3:28    |  |
| 4.  | "I Was Your Woman/Walk On By"               | Burt Bacharach, Hal David, Gloria Jones, Pam Sawyer, Clarence McMurray | Easy Mo Bee, Keys, Dwayne Wiggins | 3:06    |  |
| 5.  | "You Don't Know My Name"                    | Keys, Harold Lilly, Kanye West, Ken Williams, Mel Kent, J. R. Bailey   | West, Keys                        | 6:08    |  |
| 6.  | "If I Ain't Got You"                        | Keys                                                                   | Keys                              | 3:48    |  |
| 7.  | "Diary" (participação de Tony! Toni! Toné!) | Keys, Brothers Jr.                                                     | Keys                              | 4:45    |  |
| 8.  | "Dragon Days"                               | Keys                                                                   | Keys                              | 4:36    |  |
| 9.  | "Wake Up"                                   | Keys, Brothers Jr.                                                     | Keys                              | 4:27    |  |
| 10. | "So Simple"                                 | Keys, Lilly, Andre Harris, Vidal Davis                                 | Dre & Vidal, Keys                 | 3:49    |  |
| 11. | "When You Really Love Someone"              | Keys, Brothers Jr.                                                     | Keys                              | 4:09    |  |
| 12. | "Feeling U, Feeling Me (Interlude)"         | Keys                                                                   | Keys                              | 2:07    |  |
| 13. | "Slow Down"                                 | Keys, Rose, Lamont Green                                               | Keys, Kumasi                      | 4:18    |  |
| 14. | "Samsonite Man"                             | Keys, Rose                                                             | Keys, Brothers Jr.                | 4:12    |  |
| 15. | "Nobody Not Really"                         | Keys, Smith                                                            | Keys                              | 2:56    |  |

| Faixa bônus no Reino Unido e no Japão |                                           |                                                                       |              |         |  |
| N.º                                   | Título                                    | Compositor(es)                                                        | Produtor(es) | Duração |  |
| 16.                                   | "Streets of New York" (feat. Nas e Rakim) | Keys, Smith, Eric Barrier, Nasir Jones, Chris Martin, William Griffin | DJ Premier   | 4:55    |  |

Créditos de demonstração
- "Karma" - Contém elementos de Violin Concerto in D major, Op. 77 de Johannes Brahms
- "If I Was Your Woman" - È um cover de "If I Were Your Woman" escrita por Gloria Jones, Clarence McMurray, Pam Sawyer e performada por Gladys Knight & the Pips.
- "Walk on By" - É um cover e contém interpolações de "Walk on By" escrita por Burt Bacharach, Hal David e performada por Isaac Hayes.
- "You Don't Know My Name" - Contém interpolações e amostras de Let Me Prove My Love to You" escrita por  J. R. Bailey, Mel Kent, Ken Williams e performada por The Main Ingredient.
- "Streets of New York" - Contém amostras de "N.Y. State of Mind" escrita por  Eric Barrier, Nasir Jones, Chris Martin, William Griffin e performada por Nas.

## Recepção

### Performance e vendas
The Diary of Alicia Keys debutou no número um na Billboard 200, com a venda de 618.000 cópias na primeira semana, sendo o segundo álbum de Keys à alcançar a posição. O álbum passou 88 semanas na parada, deixando-a na posição #198, em 2005, e vendeu aproximadamente cerca de quatro milhões cópias nos Estados Unidos e oito milhões mundialmente. Os quatro singles do álbum, "You Don't Know My Name", "If I Ain't Got You", "Diary" e "Karma", alcançaram o top vinte da Billboard Hot 100, com três deles sendo top 10.

### Críticas
| Críticas profissionais | Críticas profissionais |
| Avaliações da crítica  | Avaliações da crítica  |
| Fonte                  | Avaliação              |
| ---------------------- | ---------------------- |
| allmusic               | [ 8 ]                  |
| Blender                | [ 9 ]                  |
| Entertainment Weekly   | B                      |
| Los Angeles Times      | [ 11 ]                 |
| New York Times         | favorável              |
| PopMatters             | favorável              |
| Rolling Stone          | [ 14 ]                 |
| Slant                  | [ 15 ]                 |
| Vibe                   | [ 16 ]                 |
| Village Voice          | mista                  |

Após seu lançamento, o álbum recebeu geralmente opiniões positivas da maioria dos críticos musicais, conseguindo uma pontuação de 71 em 100 no Metacritic. Em sua crítica para o allmusic, Stephen Thomas Erlewine afirmou que "musicalmente, essa é uma perfeita peça de trabalho", completando que "não é apenas sedutor, é um bom testemunho dos pontos musicais fortes de Keys". O jornal inglês The Times afirmou que o álbum "confirmou o lugar [de Alicia] na história musical". Dando ao álbum quatro entre cinco estrelas, a revista People disse que "A idade de ouro do R&B honrou Keys com uma alma muito além de seus vinte e três anos". Na revista Time, Josh Tyrangiel escreveu que nesse álbum Alicia "fez na metade uma gravação incrível. As primeira seis faixas são modelos de como fazer música nostálgica que não é anti-presente… A segunda metade é a queda de Diary". No entanto, ele adicionou que é "óbvio" que "vale a pena ouvir" os próximos álbuns. Michael Paoletta afirmou na Billboard que "a cantora superou Songs in A Minor confortavelmente" e que "canaliza o espírito do soul dos anos 60 e 70 para Diary". Rob Sheffield o chamou de "seguro, com comunicação adulta, impregnado na complicada vida amorosa e sonhos musicais de uma jovem mulher". Na ABC News, Allan Raible comparou Alicia com Whitney Houston. Christian Ward, do Yahoo! Music, deu ao álbum nove estrelas, em um máximo de dez; ele comentou que as canções do álbum seriam consideradas "clássicos", chamando-o de "obra prima".

## Certificações
| País           | Provedor | Vendas    | Certificação |
| -------------- | -------- | --------- | ------------ |
| Estados Unidos | RIAA     | 5.000,000 | 5× Platina   |

## Histórico de lançamento
| País           | Data                   | Gravadora |
| -------------- | ---------------------- | --------- |
| Reino Unido    | 1 de dezembro de 2003  | J         |
| Alemanha       | 1 de dezembro de 2003  | J         |
| França         | 1 de dezembro de 2003  | J         |
| Austrália      | 1 de dezembro de 2003  | J         |
| Estados Unidos | 2 de dezembro de 2003  | J         |
| Canadá         | 2 de dezembro de 2003  | Sony      |
| Japão          | 12 de dezembro de 2003 | BMG       |